# Trond Kverno
Trond Hans Farner Kverno (nacido el 20 de octubre de 1945 en Oslo) es un compositor contemporáneo noruego. Se graduó con títulos en música eclesiástica, teoría musical, y dirección coral de la Academia Noruega de Música. Se conoce por sus composiciones litúrgicas.
También es un obispo auxiliar de la Iglesia Católica Internacional de Cristo.
La música eclesiástica ha iniciado desarrollos nuevos de música en Noruega en el periodo posguerra, tanto en la innovación musical como en la renovación institucional. Al mismo tiempo, compositores de música eclesiástica han disfrutado popularidad creciente entre músicos y oyentes por igual. Kverno ha sido un exponente de esta tradición desde los años 1970, y sus composiciones hoy están entre las mejores y las interpretadas más frecuentemente en Noruega.

## Vida y carrera
Kverno nació en Oslo en 1945. Recibió su título en música eclesiástica del Conservatorio de Música de Oslo en 1967. El año próximo, recibió un título en teoría musical y dirección coral. Fue ordenado diácono de música en 1975 y ha servido como organista en múltiples iglesias en Oslo y otros lugares.
En 1971, después de empezar su carrera de enseñanza en el Conservatorio de Música de Oslo, Kverno se transfirió a la Academia Noruega de Música en 1973, el año en que se estableció, donde ha sido una figura prominente en la enseñanza de la teoría musical. Desde 1978, ha sido un profesor superior en la música eclesiástica y la teoría de la composición. En particular, ha estado involucrado en los aspectos más creativos y relacionados con interpretación de la teoría musical, con concentración en tocar liturgias para órgano, y en la improvisación y composición para servicios de la iglesia. Desde el comienzo de un programa de posgrado en música eclesiástica en la Academia en 1983, ha enseñado en los campos de la liturgiología y la himnodia. En 1944, Kverno fue nombrado como profesor de música eclesiástica, con la composición de música eclesiástica como su materia principal.
Kverno ganó reconocimiento en el campo de la composición de música eclesiástica. Fue un miembro de la comisión litúrgica (1976–1978) nombrado para reformar los libros litúrgicos de la Iglesia de Noruega. Recurrió a su experiencia con la comisión en los campos de composición y litúrgica práctica en posiciones en relación con la Catedral de Oslo y la Iglesia Gamle Aker en Oslo. Norsk Høymesse 1977 (un servicio de la mañana) incluye algunas melodías compuestas por Kverno en su serie general.
La comisión litúrgica también fue responsable de hacer los preparativos para el Norsk Salmebok (el himnario noruego) que fue escrito en 1983. Incluye 27 de los himnos de Kverno. Sus composiciones también son parte de himnarios en Suecia, Finlandia, Dinamarca, y Alemania.
Kverno principalmente considera su carrera desde el punto de vista de sus logros en música eclesiástica. En su opinión, el concepto de "música absoluta" es un incidente raro debido a que la mayoría de sus obras son parte de un contexto ideológico o estético. La obra individual puede reflejar la persona que la encargó, sus usuarios, o sus oyentes. Según Kverno, la música interpretada en una iglesia se distingue significativamente de la de una sala de conciertos, declarando:

El intérprete es la congregación entera en la que todos cantan, o en la que algunos cantan mientras otros rezan. La congregación es también un instrumento. La música resona a través de la fé de la iglesia universal como un sacrificio a la Santísima Trinidad. El objetivo es que la música nos oiga y nos interprete frente al trono de Dios, no que oímos la música. Es la suposición fundacional en que mi trabajo está basado. Compraría mi trabajo a el de un pintor de íconos, donde cada ícono es una ventana a una realidad aparte de la que nos rodea.

## Producciones
Obras seleccionadas

### Salmos
- Vi skal se deg, Herre Jesus
- En dag skal Herrens skaperdrømmer møte
- I dine hender, Fader blid
- Vi rekker våre hender frem
- Noen må våke i verdens natt
- Dagsens auga sloknar ut

### Obras corales y música eclesiástica
- Livets tre (1972)
- Deus noster refugium (1972)
- Jesu Kristi syv ord på korset (1973)
- Tu solus Dominus (1974)
- Rydd vei for Herren (1975)
- Jesus satt i båten (1976)
- Nunc dimittis (1976)
- Ave maris stella (1976)
- Missa fidei mysterii (1983)
- Jeremia, kirkespill (1984)
- Missa orbis factor (1985)
- Passio secundum Matthaeum (1986)
- Triptychon II (1989)
- Sett meg som segl på hjertet ditt (1997)
- Hallvard fra Huseby (2000)
- En ny himmel og en ny jord (2000)
- Markuspasjonen (2004)
- Judica me Deus (2014)
- Myrra og røykelse angar (2014)

### Discografía
- Salmekameratene, Sterk & Ny (2010)
- Kammerkoret Ultima Thule, Trolldom (2010)
- Martin Enger Holm (2009)
- Kammerkoret Nova (2008)
- Oslo Gospel Choir, Salmeskatt (2003)
- Vokal Nord, Advenio (2003)
- Torbjørn Dyrud, Cor (2001)
- Skruk, Stjernen Ledet Vise Menn (1998)
- Konrad Ruhland, Carl Orff - Ante-post (1998)
- Ole Paus, Det begynner å bli et liv: det begynner å ligne en bønn (1998)
- Barnekoret Levende Lys, Fortell - fra det nye testamente (1998)
- Grex Vocalis, Crux (1997)
- Matteuspasjonen (1996)
- Oslo Domkor, Contemporary Church Music from Scandinavia (1987)